# Botón Pressy
El Pressy Button o Pressy (botón "apretable" del inglés), es un botón programable que puede ser insertado al enchufe de los auriculares de un teléfono inteligente o tableta y utilizado como un botón extra para hacer tareas en el dispositivo. Es también conocido como el botón Android todopoderoso.

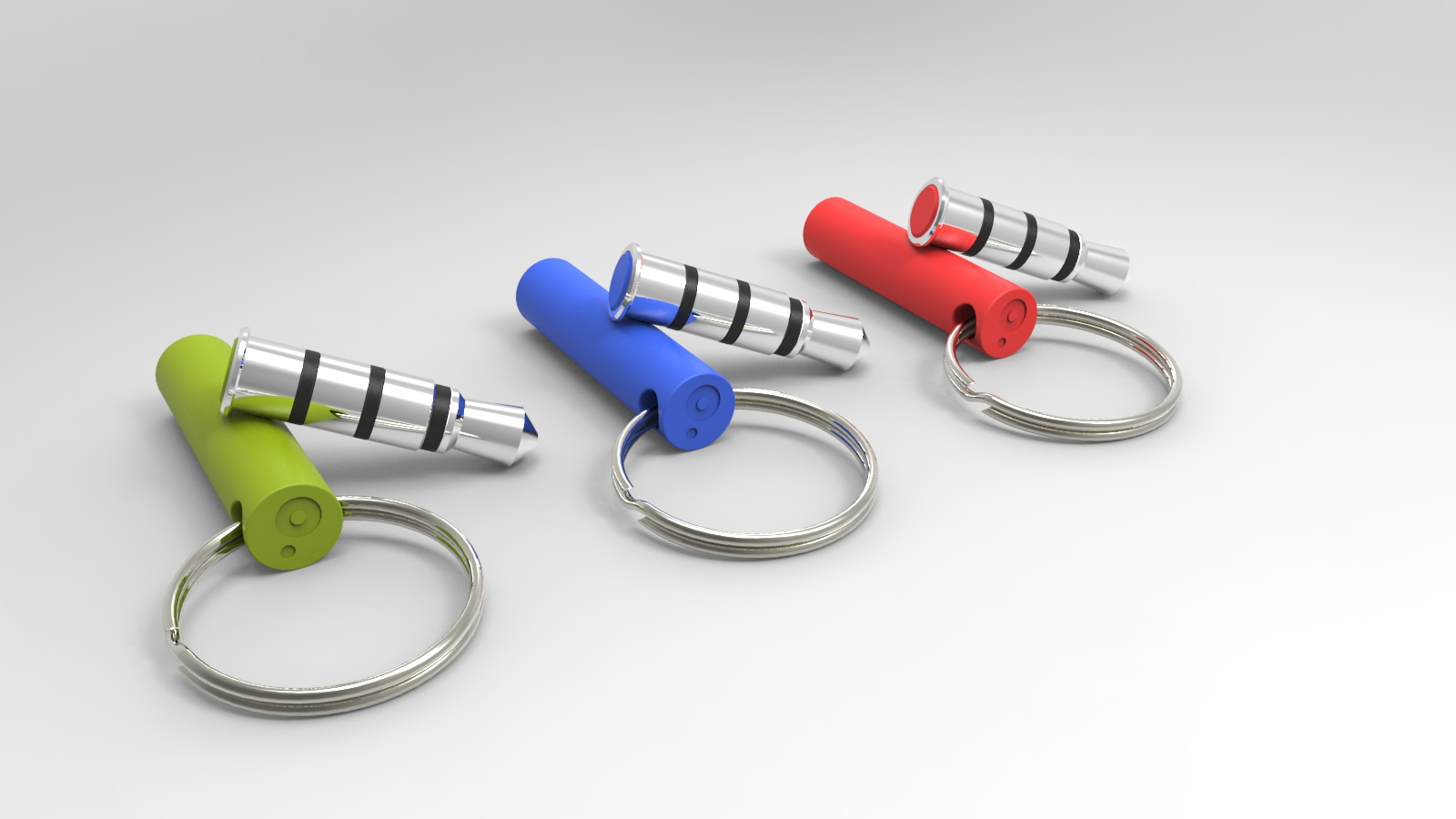
Botones Pressy

Una campaña de Kickstarter fue lanzada en agosto de 2013 para recaudar fondos para Pressy. La campaña acabó el 15 de octubre con un total de $695,138 reunidos. Los dispositivos tenían que estar en envío durante el abril de 2014, pero Pressy tuvo un retraso y fue lanzado finalmente en julio de 2014.

## Orígenes

### Financiación
La campaña de Kickstarter para Pressy fue lanzada el 29 de agosto de 2013 con el objetivo de asegurar una financiación de $40.000 en 47 días. Después de ser mencionado en múltiples blogs y medios de comunicación, la campaña de Kickstarter se hizo viral. Pressy superó el objetivo de $40.000 en menos de 24 horas y adquirió más del cuádruple de tal objetivo en dos días. La campaña cerró el 15 de octubre con un total de $695.138 recaudados de 28.818 patrocinadores.
Con una donación de $17, se ofrecía a los contribuyentes el botón y la aplicación, y con una de $25, se les ofrecía una funda con un llavero en distintos colores. Aquellos que donaron $45 recibirían un botón Pressy con una capa dorada y con un llavero a conjunto. Una donación especial de $1000 estaba disponible para desarrolladores que les permetiría una implementación API. Una vez terminada la campaña, solo hubo un contribuidor para la donación de $1.000.

### Desarrollo
Pressy fue desarrollado por Nimrod Back y Boaz Mendel. Según Back, a él se le ocurrió la idea de Pressy después de haber desarrollado diversas aplicaciones en 2013 y "dándose cuenta de que sus asombrosos dispositivos carecían del input más intuitivo - un botón de clic". Por aquel entonces, dejó su trabajo como desarrollador de aplicaciones, formó un equipo con su amigo Boaz Mendel, un diseñador de productos, y empezaron a trabajar en el desarrollo de Pressy. Durante el desarrollo del dispositivo, el equipo terminó incluyendo a un especialista en usabilidad, y a un desarrollador de páginas web
A finales de 2013, el equipo tenía varios prototipos y modelos del botón que ya funcionaban, todos los cuales hechos usando impresión 3D.

## El dispositivo
El Pressy puede ser enchufado en el casquete para los auriculares del móvil. El botón se conecta con la aplicación de Pressy y cuando se aprieta puede ser usada para acceder a varias funciones en el teléfono. La aplicación funciona como un servicio en segundo plano mientras el Android funciona. La aplicación monitoriza los cascos, pero solo funciona cuando el Pressy es presionado.
Pressy está disponible en cuatro colores - negro, azul, rojo y blanco. El dispositivo viene con un llavero portátil que puede ser usado para llevar el dispositivo cuando no está en uso. También se puede accedir a la app de Pressy mediante el botón "media" en los auriculares cuando están conectados en el móvil..

### Compatibilidad
La aplicación está solamente disponible para Android. Según Back, no lanzaran una versión para iOS debido a restricciones en el API. Aun así, en una entrevista,  dijo que "esperamos que nuestra comunidad de desarrolladores construya una aplicación compatible con iOS." Pressy puede funcionar en cualquier dispositivo que utilice una versión de Android 2.3 o más nueva.

### Características
Un botón Pressy estándar tendría tres acciones preprogramadas - incluyendo el cambio de linterna, habilitación del modo en silencio y realización de una fotografía - pero puede ser customizado utilizando la aplicación Pressy. El botón está configurado para que diferentes acciones sean implementadas siguiendo distintos ritmos o duraciones del clic. Para añadir una acción, el usuario hace clic en el signo de más en la aplicación Pressy, selecciona el tipo de acción, customiza la longitud y secuencia, y entonces customiza la acción. Pressy puede ser asignado a desempeñar múltiples funciones solo definiendo qué pasa con cada clic (dependiendo de su cantidad y duración). Cada secuencia puede ser usada para realizar una acción diferente y puede ser cambiada o eliminada. Las secuencias también pueden ser combinadas.
Fue planeado que Pressy tuviera un set pre-definido de detonantes o gatillos que el usuario pudiera seleccionar. Aun así, en octubre de 2013. se anunció que después de la colaboración con la app automatelt, los usuarios serían capaces de programar virtualmente un número infinito de códigos especiales. El 9 de octubre de 2013, los desarrolladores anunciaron que si su campaña de Kickstarter reunía $650.000 en fondos antes del final de la campaña, incluirían una opción simplificada de hacer capturas de pantalla. Después de recolectar $650.000, los desarrolladores anunciaron que tendrían una nueva característica que permitiría al usuario a hacer una captura de pantalla presionando el botón Pressy hacia abajo.

Pressy está disponible con un API para permitir a terceros desarrolladores integrar funciones y características adicionales. Desarrolladores de aplicaciones pueden crear sus propias acciones con Pressy utilizando el botón para lanzar su propia aplicación con los parámetros deseados, o iniciando aplicaciones adicionales, o incrustando Pressy en su aplicación para que haga acciones específicas dentro de otra aplicación usando el API de Pressy.

## En los medios de comunicación
Cuando la campaña de Kickstarter de Pressy fue lanzada en agosto de 2013, formó parte de diversas publicaciones y blogs de tecnología. The Next Web escribió "Los primeros innovadores agotaron todos los botones Pressy disponibles por $15, haciendo que $17 fuese el precio más bajo al que se puede llegar en el acuerdo."
Pressy formó parte de 10 Kickstarter Projects You will be buying in 2014 (o 10 proyectos de Kickstarter que vas a comprar en 2014) en Tech Radar. El artículo también mencionaba que uno de los empleados de Tech Radar había comprado el botón. Pressy también formó parte de Five start-ups that are set to launch some crazy gizmos in 2014 (o cinco start-ups que lanzaran artilugios curiosos en 2014) en Indiatimes.

## Controversia
El equipo de Pressy inició un cambio en el diseño del llavero Pressy después de que el proyecto fuese fundado, lo cual evocó una respuesta mixta entre los patrocinadores. El 4 de junio de 2014, un representante del servicio de atención al cliente de Pressy publicó en la página de Facebook de la empresa que la aplicación complementaria no sería oferida mediante la Google Play Store, así que tendría que ser instalada aparte. Las noticias contradijeron promesas anteriores hechas a promotores de Kickstarters de que la aplicación estaría disponible en la Google Play Store, y tales promotores comunicaron sus preocupaciones en las redes sociales de Pressy. Esta última más tarde declararía que el representante cometió un error, y anunciaría que la aplicación sería oferida mediante la Google Play Store como había sido dicho anteriormente, adjuntando fotos de paquetes que contenían el logo de Google Play como prueba.